# Dylan Borrero
Dylan Felipe Borrero Caicedo (Palmira, 5 de janeiro de 2002) é um futebolista colombiano que atua como meio-campista ou ponta. Atualmente joga no América de Cali.

## Carreira

### Santa Fe
Nascido em Palmira, na Colômbia, Dylan começou sua carreira no Santa Fe, tendo feito toda sua base no clube e estreado pelo profissional em 2019. Ao todo, atuou em 10 partidas pelo clube colombiano e não marcou gols.

### Atlético Mineiro

#### 2020
Em 9 de janeiro de 2020, foi anunciado como novo reforço do Atlético Mineiro por 4,2 milhões de reais, assinando contrato até dezembro de 2024 com o Galo e sempre apresentado oficialmente em 13 de janeiro. O Galo já havia acertado um acordo com o atleta em 2019, porém o jogador tinha 17 anos e como a FIFA não permite transferências de atletas menores de 18 anos, o clube preferiu esperar a maioridade.
Fez sua estreia pelo clube mineiro em 2 de fevereiro, no empate de 1–1 com a Tombense na 4ª rodada do Campeonato Mineiro. Após perder bastante espaço com a chegada de Jorge Sampaoli ao clube mineiro, disputar apenas quatro partidas (todas sobre o comando do técnico anterior, Dudamel) e ter sua saída cogitada para pegar experiência, Dylan começou a ter um bom desempenho nos treinos e convenceu Sampaoli a lhe dar mais oportunidades. Posteriormente, foi cogitado novamente ser emprestado pelo fato de haver seis estrangeiros no clube com a chegada de Eduardo Vargas, sendo que é permitido apenas cinco serem relacionados à partidas e por ter disputado apenas três partidas.

#### 2021
Após disputar algumas partidas no Campeonato Mineiro e dois jogos no Brasileirão (contra Sport e Internacional na 2ª e 4ª rodada do torneio, respectivamente), Dylan demorou quase um mês para voltar a ser relacionado a uma partida e logo em sua primeira após ser, fez seu primeiro gol com a camisa do Atlético em 10 de julho vindo do banco de reservas, garantindo vitória por 1–0 sobre América Mineiro, na 11.ª rodada do Brasileirão, além de se tornar o estrangeiro mais jovem a balançar as redes pelo clube mineiro.
Com Cuca, Borrero se tornou uma boa opção ao  entrar bem nos jogos que era requisitado e começou a ganhar sequência, chegando a atuar em 24 jogos, fazer dois gols e conceder uma assistência. Em 7 de outubro, fez seu segundo gol pelo clube no empate de 2–2 com a Chapecoense, na 24ª rodada do Campeonato Brasileiro. Fez parte do elenco campeão Brasileiro e que conquistou a tríplice coroa em 2021 (o clube também ganhou o Mineiro e a Copa do Brasil).

#### 2022
Em 26 de janeiro, entrou no segundo tempo e fez o gol de empate do galo na partida contra o Vila Nova aos 89 minutos, na estreia do Campeonato Mineiro. Após ter uma chance com titular e fazer mais um bom jogo na vitória de 3–0 sobre a Tombense na segunda rodada, foi elogiado pelo técnico argentino Antonio Mohamed, mas ainda não foi garantido no time titular.
Mesmo sendo reserva e entrando no decorrer na maioria dos jogos, Dylan teve o melhor desempenho entre os estrangeiros do galo na primeira fase do Mineiro, com um gol feito e duas assistências distribuídas, contra o Democrata e Caldense, para os gols de Nacho e Hulk, respectivamente, sendo o homem de confiança do técnico Antonio Mohamed. Após o acerto de sua transferência para o NE Revolution, do EUA, por cerca de 4,5 milhões de euros (21 milhões de reais, dependendo da cotação), Dylan despediu-se oficialmente do clube em seu Instagram em 20 de abril. Ao todo ficou dois anos no clube atleticano, tendo disputado 47 partidas pelo clube, fazendo três gols e concedendo seis assistências, além de conquistar seis títulos. A transferência só foi oficialmente confirmada pelo galo no dia 22 de abril.

## Seleção Nacional
Sendo considerada uma joia colombiana e um dos mais promissores futebolistas do país, Dylan acumula passagens pelas seleções sub-15 e sub-17 de seu país, onde disputou os Sul-Americanos de 2015 e 2017, respectivamente. Também disputou alguns jogos pela Seleção Colombiana Sub-20, tendo numa dessas partidas feito dois gols na goleada de 5–1 contra o Equador, em um amistoso preparatório para Sul-Americano ds categoria.

## Estilo de jogo
Considerado uma das joias mais promissoras do futebol colombiano, Dylan se destaca por sua ambidestria, velocidade e versatilidade em campo, podendo atuar tanto no meio-campo como no ataque, além de ser um jogador de aproximação e que gosta dar assistências para os atletas de frente finalizarem.

## Estatísticas
Atualizadas até 21 de abril de 2022

### Clubes
| Clube                  | Temporada         | Campeonato nacional | Campeonato nacional | Campeonato nacional | Copa nacional[a] | Copa nacional[a] | Copa nacional[a] | Competições continentais[b] | Competições continentais[b] | Competições continentais[b] | Outros torneios[c] | Outros torneios[c] | Outros torneios[c] | Total | Total | Total   |
| Clube                  | Temporada         | Jogos               | Gols                | Assist.             | Jogos            | Gols             | Assist.          | Jogos                       | Gols                        | Assist.                     | Jogos              | Gols               | Assist.            | Jogos | Gols  | Assist. |
| ---------------------- | ----------------- | ------------------- | ------------------- | ------------------- | ---------------- | ---------------- | ---------------- | --------------------------- | --------------------------- | --------------------------- | ------------------ | ------------------ | ------------------ | ----- | ----- | ------- |
| Santa Fe               | 2019              | 8                   | 0                   | 0                   | 2                | 0                | 0                | —                           | —                           | —                           | —                  | —                  | —                  | 10    | 0     | 0       |
| Santa Fe               | Total             | 8                   | 0                   | 1                   | 2                | 0                | 0                | 0                           | 0                           | 0                           | 0                  | 0                  | 0                  | 10    | 0     | 0       |
| Atlético Mineiro       | 2020              | 6                   | 0                   | 0                   | 1                | 0                | 0                | 1                           | 0                           | 0                           | 2                  | 0                  | 1                  | 10    | 0     | 1       |
| Atlético Mineiro       | 2021              | 15                  | 2                   | 1                   | 2                | 0                | 1                | 3                           | 0                           | 0                           | 6                  | 0                  | 1                  | 26    | 2     | 3       |
| Atlético Mineiro       | 2022              | 0                   | 0                   | 0                   | 0                | 0                | 0                | 1                           | 0                           | 0                           | 10                 | 1                  | 2                  | 11    | 1     | 2       |
| Atlético Mineiro       | Total             | 21                  | 2                   | 1                   | 3                | 0                | 1                | 5                           | 0                           | 0                           | 18                 | 1                  | 2                  | 47    | 3     | 6       |
| New England Revolution | 2022              | 0                   | 0                   | 0                   | 0                | 0                | 0                | 0                           | 0                           | 0                           | —                  | —                  | —                  | 0     | 0     | 0       |
| New England Revolution | Total             | 0                   | 0                   | 0                   | 0                | 0                | 0                | 0                           | 0                           | 0                           | 0                  | 0                  | 0                  | 0     | 0     | 0       |
| Total na carreira      | Total na carreira | 29                  | 2                   | 2                   | 5                | 0                | 1                | 5                           | 0                           | 0                           | 18                 | 1                  | 2                  | 57    | 3     | 6       |

- a. ^ Jogos da Copa Colômbia e Copa do Brasil
- b. ^ Jogos da Copa Libertadores e Copa Sul-Americana
- c. ^ Jogos da Campeonato Mineiro

## Títulos
Atlético Mineiro[carece de fontes?]
- Campeonato Mineiro: 2020, 2021 e 2022
- Campeonato Brasileiro: 2021
- Copa do Brasil: 2021
- Supercopa do Brasil: 2022